# Rachias
Rachias là một chi nhện trong họ Nemesiidae.
Rachias được miêu tả năm 1892 bởi Simon.

## Các loài
Rachias có các loài sau:
- Rachias aureus (Mello-Leitão, 1920)
- Rachias brachythelus (Mello-Leitão, 1937)
- Rachias caudatus (Piza, 1939)
- Rachias conspersus (Walckenaer, 1837)
- Rachias dispar (Simon, 1891)
- Rachias dolichosternus (Mello-Leitão, 1938)
- Rachias odontochilus Mello-Leitão, 1923
- Rachias timbo Goloboff, 1995
- Rachias virgatus Vellard, 1924